# 加賀の千代
加賀の千代（かがのちよ）は落語の演目の一つ。昭和20年代に上方の噺家の橘ノ圓都が古い俄のネタを元に創作した新作落語。のちに三代目桂三木助によって東京でも演じられるようになった。
また江戸落語にも内容が違う同名の噺があったがこちらのほうは途絶えている。

## あらすじ
現代は日用品を購入しようと思えばほとんどが現金商いとなっているが、昔は近所で買い物をする限りでは掛売り、掛買いが通り相場だった。
そんな時代、大晦日といえば一年間の売掛け、買掛けを清算しようというので皆が殺気立っている日であったが、そんな物どこ吹く風、明日は元日だから凧揚げに行くなどと暢気な事ばかり言っているのがこの話の主人公甚兵衛。
話を聞いている女房は呆れ顔。実は買い掛けがまだ残っているのだ。
「じゃあ死んだふりするか」という甚兵衛に、
去年の大晦日甚兵衛が表へ出て行ったのでてっきり金の算段しに行くのかと思ってみれば早桶担いできて、『俺がこの中に入って死んだふりするからお前泣いてろ』って言ったのだが、甚兵衛は早桶の中でくしゃみしたりおならしたりするものだから泣けるわけがない。

やむなく茶碗に茶を入れて目の縁を濡らしていたのだが、うっかりして茶殻をつけてしまい、魚屋に『あんまり泣かないほうがいいよ。目から茶殻が出てきた』と言われて気恥ずかしい思いをしたし、大家が来たときは香典を出すと言うので受け取れないと押し問答していたら甚兵衛が早桶から手を出して『受け取っとけ』って言ったものだから大家が腰を抜かしてしばらく具合が悪くなってしまったりと大騒ぎだった。
と女房。
そう言っていても埒が明く訳でなし、そこで女房、近所に住んでいる知り合いの隠居に借財を申し出てくれと切り出す。
たびたび借財していてちっとも返していないから言いにくいという甚兵衛に、あの隠居さんはお前さんを可愛がってくれているんだから貸してくれるよ、と女房。
「子でもねえ、孫でもねえものが可愛い訳ねえだろ」
「そんなことないよ。犬や猫を御覧な、好きな人は膝へ抱いたり懐へ入れたり。植木だって好きな人は毎日世話をするし、朝顔だって可愛がる人がいるんだよ」
「朝顔を？　膝へ抱いたり懐に入れたり？」
「違うよ。昔加賀の国に千代と言う人がいてね、その人があるとき井戸へ水汲みに行ったら朝顔の蔓が釣瓶に捲きついてきれいな花を咲かせてた。水を汲むには朝顔の蔓を切らなくちゃいけないけど、それはかわいそうだというのでわざわざ近所の家に行って貰い水をした。のちにそれを『朝顔に　釣瓶取られて　貰い水』と句にしたためた。ね、朝顔だって可愛がる人がいるだろ？」
感心する甚兵衛。
女房は甚兵衛に手土産として饅頭を持たせる。
「こんな安い饅頭は隠居さん食べないよ」
「いいんだよ。義理を掛けに行くんだから」
さて、肝心の借財の額だが女房は20円借りて来いという。
「普段1円か2円しか借りてないのに20円なんていったら隠居さんびっくりする」
「8円5～60銭あれば間に合うんだけど」
「だったら10円でいいじゃねえか」
「それがそうじゃないんだよ。10円って言って、もしたびたびだから半分の5円持って行けと言われたら帯に短し襷に長し。20円なら半分でも10円になる。それが掛け値。よく覚えておきなさい」
女房に尻をたたかれて甚兵衛は隠居の家にやってくる。
饅頭を差し出した甚兵衛にこんな気を使わなくていいんだと隠居。
そこで甚兵衛、「義理掛けに来ただけ」と楽屋裏を喋ってしまう。
隠居は甚兵衛の開けっぴろげな所が好きなのだ。ついでに借財に来たらしいことも先回りして言ってしまい、
「また当たった」
「当て物してるんじゃないよ」
苦笑しながらも隠居は融資を承諾する。
20円借りに来たと言う甚兵衛だが隠居はちっとも驚かない。
「おかしいな。驚くはずなんだけど……」
「何だい。驚かなきゃいけないのかい。じゃあもういっぺん言ってごらん」
「驚くな、20円だぞ」
「ああ、驚いた（棒読み）」
「ほら驚いた」
「お前さんが驚けって言ったんじゃないか」
女房の筋書き通り半分しか出さないのかと思いきや、隠居はすんなり20円を出したものだから甚兵衛戸惑って
「そうじゃないよ、隠居さん」
てっきり額が少ないんだと思い、120円、さらに220円にする隠居。
「終いには怒りますよ」
「いいんだよ。いくらでも貸してあげるんだから。（下働きの者に）すまないけどね、すぐに本家へ行って『御隠居様急にお金の必要なことができましたから御融通願います』と言ってきておくれ」
たまらず甚兵衛本当のところを喋ってしまう。
「何でそう言わないんだ」
「隠居さん、そこが素人なんだ。8円5～60銭必要なところで『10円貸してくれ』って言って、『たびたびだから半分の5円持って行け』って言われたら帯に長し襷に長し」
「それを言うなら『帯に短し襷に長し』だろ」
「ああ、そうです。……聞いてました？」
「そんな訳ないだろ」
「20円って言えば半分の10円でちょうど良くなる。これが掛け値。よく覚えておきなさい」
甚兵衛、女房の受け売りどおりに喋ってしまう。
「それじゃ10円でいいんだね。じゃ、10円出すから持ってお行き」
「ああ、ありがとう。やっぱり朝顔だ」
「何だい？　朝顔って？」
「いやね、『朝顔に　釣瓶取られて　貰い水』だって、それじゃ、さようなら」
「現金な奴だな。金受け取った途端にさようならって……。
今妙なこと言ったね、『朝顔に　釣瓶取られて　貰い水』
……はて、どこかで聞いたような。
『朝顔に　釣瓶取られて　貰い水』
……ああ、加賀の千代か」
「ううん、嬶（かか）の知恵」